# 프랑스의 미술

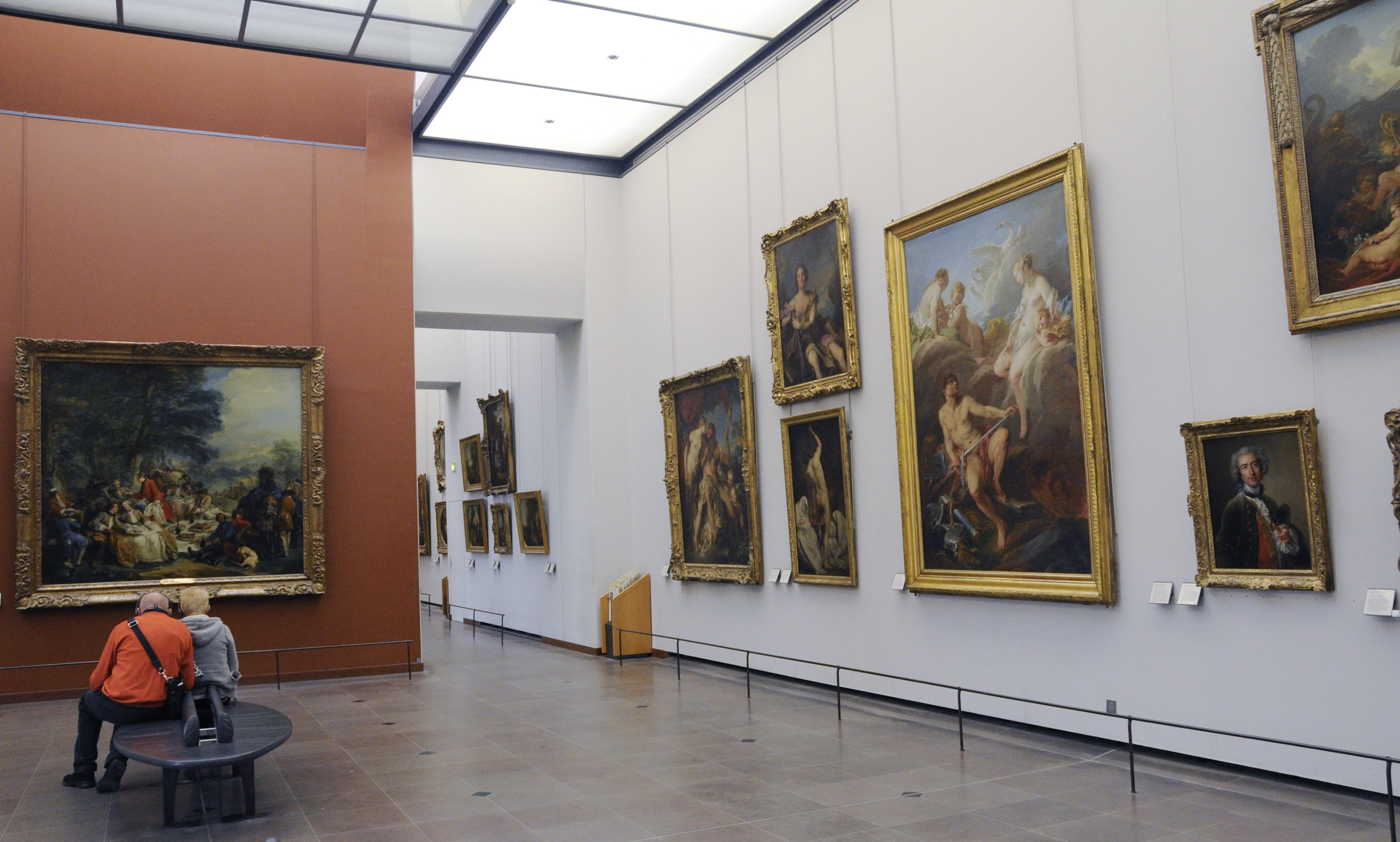
루브르 박물관은 세계에서 가장 훌륭한 미술관으로 여겨지며, 최대 규모, 최다 관광객 규모를 기록하고 있다.

프랑스 미술은 프랑스로 알려진 지리학적 지역에서 유래하는 다양한 시각 예술과 조형 예술로 구성된다.

## 개요
프랑스 미술의 기원은 르네상스 시기 이탈리아 미술과 플랑드르 미술이 전래된 것에서부터 출발한다. 중세 프랑스 회화를 대표하는 화가  장 푸케는 이탈리아로 처음 여행을 가서 초기 르네상스를 접한 최초의 화가로 알려져 있다. 르네상스기 퐁텐블로파 회화는 프리마티초, 로소 피오렌티노 등 프랑스로 건너온 이탈리아 화가들의 작품에서 직접적인 영감을 받았다. 바로크 시대 프랑스의 유명 화가였던 니콜라 푸생과 클로드 로랭도 이탈리아에 머물렀다. 17세기부터는 프랑스 회화가 주류로 부상하면서 고전주의를 통해 차별화되기 시작하였다. 1648년 장바프티스트 콜베르는 프랑스 예술을 보존하기 위해 루이 15세의 명으로 왕립 회화 조각 아카데미를 창립하였으며, 1666년에는 이탈리아 예술계와의 직접적인 교류를 위해 로마 프랑스 아카데미도 설립하였는데 이는 지금까지 이어지고 있다.
18세기 프랑스 예술가들은 옛 바로크 양식을 좀 더 수정 계승한 로코코 양식을 발달시켰다. 이 시기 궁정에서 활동하던 앙투안 와토, 프랑수아 부셰, 장오노레 프라고나르가 프랑스의 대표 화가로 거듭났다. 프랑스 혁명을 거치면서 예술계에도 큰 변화가 일어났는데 나폴레옹은 신고전주의 양식을 선호하여 자크루이 다비드 같은 예술가를 후원하는가 하면, 예술계에 큰 영향력을 구가하던 미술 아카데미는 아카데미즘이라는 주류 양식을 정의하게 되었다. 이 시기 프랑스는 예술 창작의 중심지로 거듭났으며, 19세기 전반의 프랑스 미술을 지배하는 두가지 사조로 테오도르 제리코와 외젠 들라크루아로 대표되는 낭만주의, 그 다음으로 카미유 코로, 귀스타브 쿠르베, 장프랑수아 밀레로 대표되는 사실주의가 부상하였고, 궁극적으로 이는 자연주의로 진화하게 된다.
19세기 후반부터는 프랑스 회화의 영향력이 한층 더 두터워지는 전성기를 맞이하였다. 인상주의와 상징주의라는 새로운 양식의 회화가 발달한 것이다. 이 시기 대표적인 인상파 화가로는 카미유 피사로, 에두아르 마네, 에드가 드가, 클로드 모네, 오귀스트 르누아르가 꼽힌다. 이들의 뒤를 이은 폴 세잔, 폴 고갱, 툴루즈로트렉, 조르주 쇠라 등의 2세대 인상파 화가들은 아방가르드 미술에도 한몫하였으며 앙리 마티스, 앙드레 드랭, 모리스 드 블라맹과 같은 야수파 화가들도 마찬가지였다. 20세기로 넘어가면서 파리에 거주하던 조르주 브라크와 파블로 피카소가 입체주의를 개척하였다. 또한 빈센트 반 고흐, 아메데오 모딜리아니, 마르크 샤갈, 바실리 칸딘스키 같은 당대 화가들도 파리를 중심으로 활동하였다.

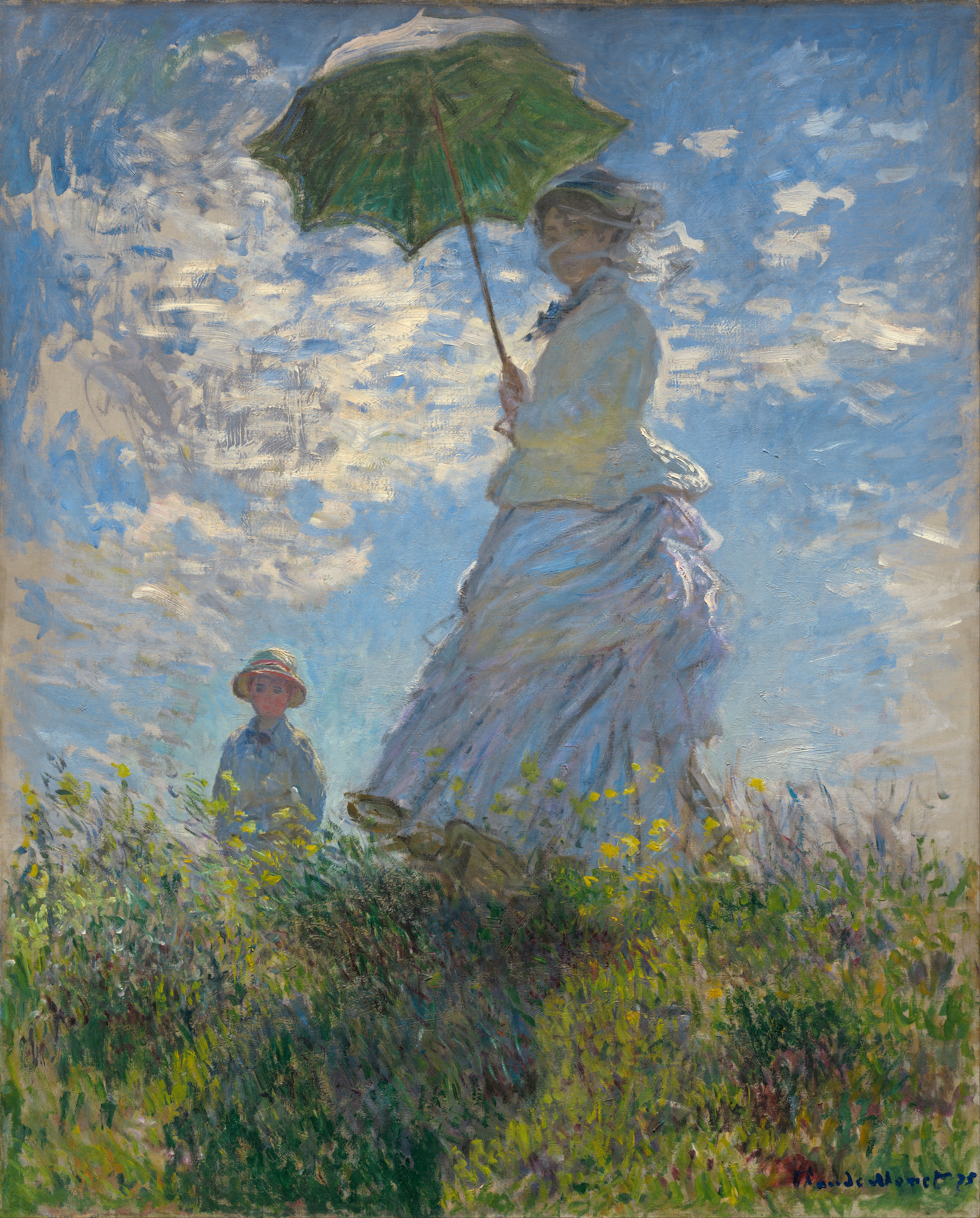
클로드 모네, 《파라솔을 든 여인》 (1875년). 캔버스에 유채.

프랑스의 각 박물관들도 이 시기부터 회화와 조각품의 수집에 나서게 되었는데, 프랑스 정부가 소유한 루브르 박물관에서는 모나리자 등의 18세기 이전 옛 명작들을 구입 및 인수받아 오늘날의 초대형 컬렉션을 완성하게 되었다. 또 국가 소유 미술품 가운데 인상파와 야수파 회화를 중심으로 19세기 후반 미술을 정리하기 위한 대책으로 오르세 미술관이 1986년에 설립되었다.
모더니즘 이후 현대미술은 프랑스 국립 근대미술관이 관할하고 있으며 1976년 조르주 퐁피두 센터로 이전하였다. 이들 세 국립미술관은 한 해 1700만 명의 관람객이 찾는 명실상부 프랑스의 대표 미술관으로 자리잡고 있다. 이밖에 파리에 함께 위치한 대표적인 국립미술관으로 그랑팔레와, 시립미술관인 파리 현대미술관이 있다. 파리 외에도 유럽과 프랑스 회화를 아우르는 미술관이 각 도시마다 설립되어 있으며 리옹 미술관, 릴 미술궁전, 루앙 미술관, 디종 미술관, 렌 미술관, 그르노블 미술관이 대표적이다.

## 회화

### 프랑스 르네상스
15세기에 있어서 프랑스는 샤를 6세의 패배와 잇달은 내전과 영국군의 침공 등으로 왕가는 여태까지 예술의 중심지였던 파리를 버리지 않을 수 없었다. 파리의 전통적 영역인 미니어처의 제작은 계속되고 있기는 하였으나 파리는 이미 한 지방도시에 불과하였다. 그러한 파리를 대신하여 몇몇의 지방과 도시가 그 시기의 회화의 중심지로 되었다. 주요한 곳으로 법황청이 있던 아비뇽과 르네 당주(재위 1434∼1480)가 지배한 프로방스 지방 그리고 베리 공에 의하여 육성되고 프랑스 왕실의 소재지가 된 루와르 계곡 지방(溪谷地方)이 있다.
프랑스의 남부인 프로방스 지방은 이탈리아와 카타로니아의 영향을 받았으나 플랑드르 미술도 그 모범이 되었다. 이러한 여러 경향을 내포하면서 프로방스의 독특한 작풍(作風)을 만들어 냈다. 앙겔랑 사롱통의 《성모 대관》과, 작가는 확실치 않으나 루브르 미술관 소장의 지보적 작품 중 하나인 《아비뇽의 피에타》, 니콜라 프로맹의 《불타는 나무》 등이 그 대표작이다.
브뤼주를 중심으로 하는 루아르 계곡은 프로방스 지방 이상으로 플랑드르의 영향을 강하게 받았다. 14세기 후반에 있어서 프랑스에는 디종과 물랭, 그리고 브뤼주에서 많은 플랑드르의 화가가 활약하고 있었다. 앙드레 보느뵈(Beauneveu), 자크마르 드 에당(Jacquemart de Hesdin) 등의 작가들이다. <베리공의 매우 호화로운 기도서>를 제작한 폴, 앵느캥, 에르맹 등 세 랭부르 형제(Limbourg)는 플랑드르에서 베리공의 초대를 받고 와서 이들 프랑코－프라망 화가들의 정점에 위치하는 활약을 보여주었던 것이다.

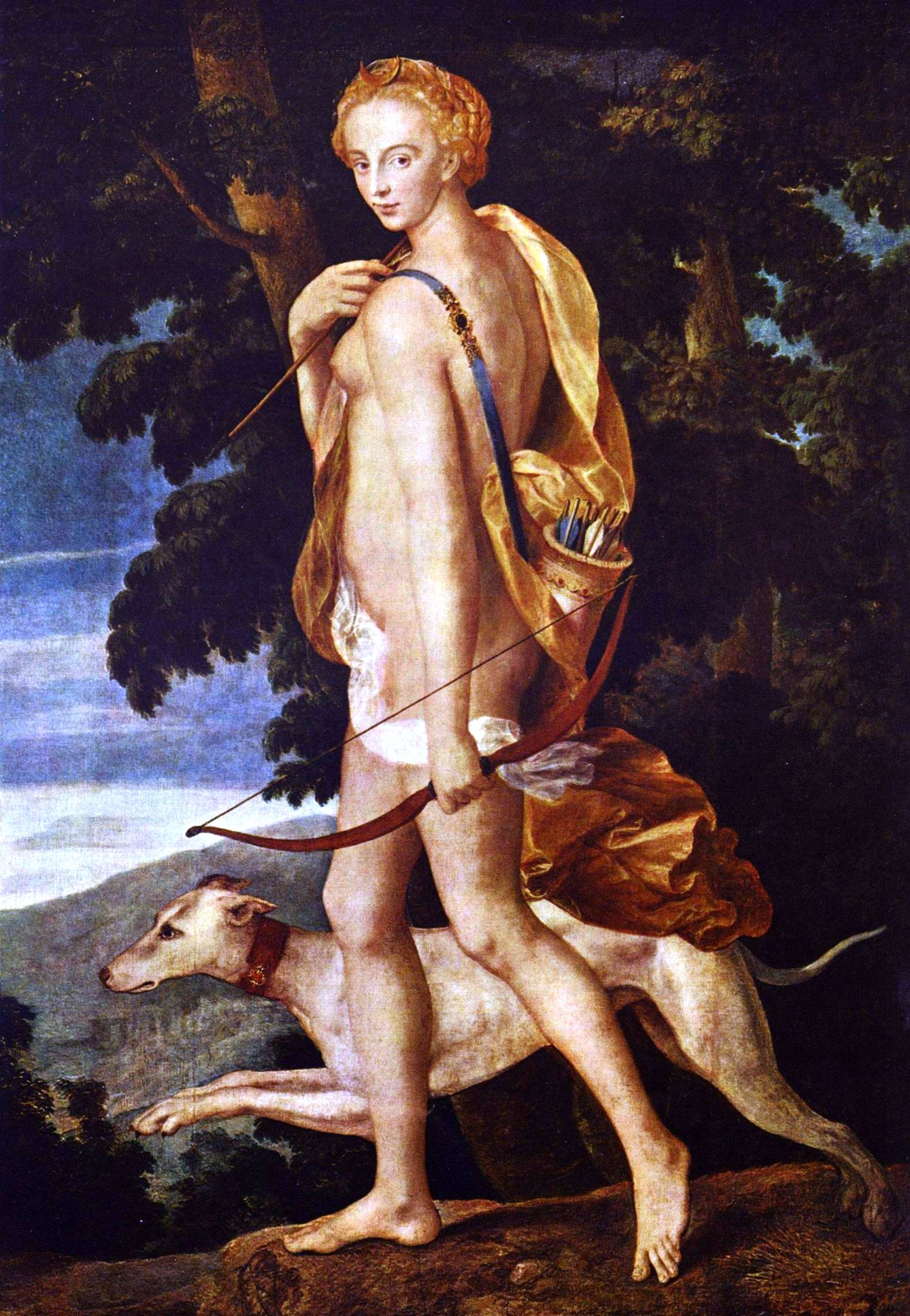
퐁텐블로파, 《다이아나》, 1550–60

샤를 8세와 루이 12세 및 프랑수아 1세의 이탈리아 정복은 프랑스에 이탈리아의 취미를 유입시켰다. 특히 프랑수아 1세는 레오나르도 다 빈치와 앙드레아 델 사록토 등의 미술가와 그리고 많은 작품을 받아들였다. 퐁텐블로 성관(城館)의 건립과 그 장식을 담당한 이탈리아 미술가와 또한 그들에게서 배운 프랑스의 미술가는, 이탈리아의 모방에서 출발하여 점차 독자적인 고아한 스타일을 만들어 나가서 '퐁텐블로파'를 형성하였다. 한편으로, 플랑드르계의 초상화가도 정밀하고 세련된 작품을 제작하여 왕후와 귀족에게 환영을 받고 있었다. 안트워프 출신인 장 클루에(Jean Clouet, 1485？∼1541) 와 그 아들인 프랑수아 클루에(Francoir Clouet, 1516？∼1572), 그리고 덴 하그 출신인 코르네유 드 리옹이 그 유파를 대표하는 화가들이다. 클루에 부자 가운데 부친 장은 프랑수아 1세의 궁정화가가 되어 투르에서 활약하였는데, 그보다 더한 명성을 얻었으며 걸작을 남긴 것은 아들인 프랑수아이며 부친의 뒤를 이어 궁정화가가 되었다. 그가 그린 초상화는 세밀하고 명쾌한 데생과, 억제되고는 있지만 정묘한 색채와 깊은 관찰 및 고귀한 형태감은 그후 프랑스 회화의 조류에 커다란 역할을 수행하였다.

### 17세기
17세기 초두에는 후기 마니에리슴의 제2차 퐁텐블로파가 활약하고 있었다. 이 파는 프랑스의 고전주의 경향을 육성한 점에서 간과될 수 없으나 새로운 회화는 1727년에 이탈리아에서 귀국한 시몬 베(1590∼1649)에 의해 전하여졌다. 그는 루이 13세의 궁정화가로서 17세기 전반을 리드했다. 그 화풍은 이탈리아에 있을 때에는 명암을 대비케 하는 카라바조적인 것이었으나, 귀국 후에는 함축성에서는 부족한 점이 있으면서도 밝고 화려한, 다시 말하면 비교적 온화한 바로크풍의 장식화를 그렸다. 제자에는 르브룅·미냐르·르사에르 등이 있었던 점에서도 무시될 수 없는 것이다.

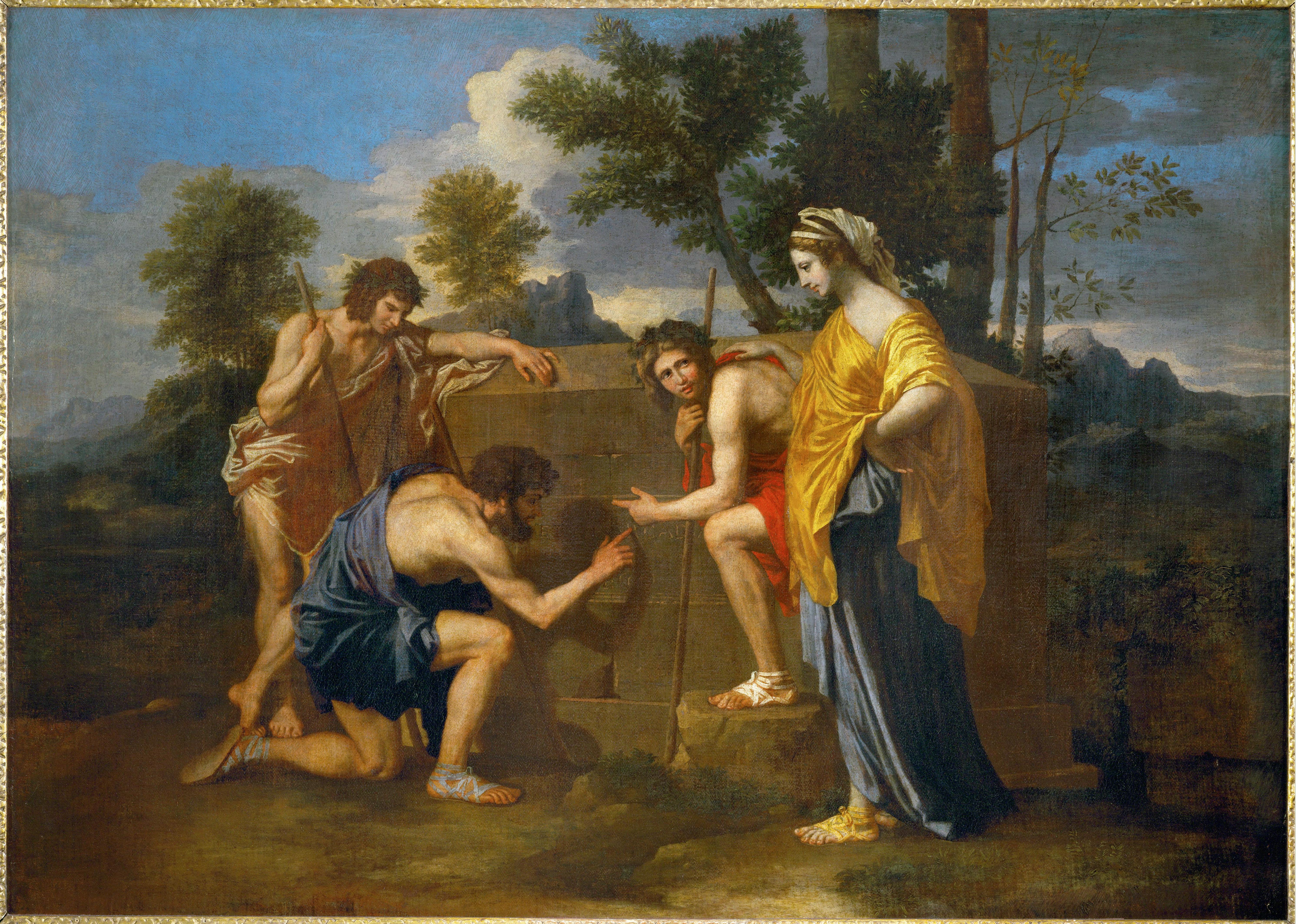
니콜라 푸생, 《아르카디아에도 나는 있다》

기묘하게도 가장 프랑스적인 정신이 회화로 표현되어 후세에까지 프랑스 전통으로서 과시되는 예술로 육성된 것은 프랑스가 아니고 이탈리아·로마에 있어서였다. 그것은 니콜라 푸생과 클로드 로랭에 의해서 이루어졌다.  푸생이 배운 것은 동시대(同時代)의 모든 경향뿐만 아니라 라파엘로 등의 고전적 회화와 베네치아파(派)에서 특히 크게 영향을 받았다. 전기(前期)의 ⟪아르카디아에도 나는 있다⟫ ⟪플로라의 개선(凱旋)⟫ 등에서는 세련된 화면구성과 베네치아파의 색채에 의해 이미 개성적인 세계를 구축하고 있었다. 1640년부터 1642년에 걸쳐 초빙되어 파리로 돌아와 있었으나 궁정의 권모술수에 염증을 느껴 재차 로마로 돌아온 후에는 조용한 자연풍경과 고대 세계에 대한 노스탤지어를 ⟪포키온의 매장(埋葬)⟫ ⟪포리페므⟫ ⟪사계(四季)⟫ 등으로 나타냈다. 로랭은 교양을 갖춘 푸생에 비하면 보다 더 직관적이어서 명목은 신화나 역사화를 그렸으면서도 본질적으로는 풍경화라고 하여도 무방한 것이었다. 그는 이탈리아의 라티움 지방의 빛의 아름다움을 화면에 담아, 거기에 단계성(段階性＝graduation)을 부여함으로써 공간의 원근감을 느끼게 하는 것으로 인상주의의 선구적 의미를 가지는 것이다. 다만 고전주의적 풍경화는 자연 중에서 아름다운 부분을 배합시켜, 거기에 사전적(史傳的) 요소를 가미한, 소위 이상적(관념적) 풍경화로서, 인상주의 풍경화는 아니었다.
샤를 르브룅은 로마 유학으로 라파엘로와 볼로냐파 및 푸생과 고대미술로부터 많은 것을 배우고 1646년에 귀국하여, 콜베르와 루이 14세의 비호를 받으며 '왕립 회화 조각 아카데미'(1648년 마자랭에 의해 설치되어 1663년 콜베르에 의해 재편성되었다)의 중심인물로 활약하였다. 화가로서도 그 형상(形象)과 구성의 교묘함을 무시할 수 없었으나, 베르사유 궁전 축조의 총감독으로서 고블랭직·가구·조각 등을 지도하였을 뿐만 아니라 스스로도 장식화를 그렸다. 왕립 아카데미에서는 교본으로서 고대 조각, 르네상스 고전기(古典期)의 거장(巨匠) 푸생, 볼로냐파 등의 예술을 가르치고, 등장인물의 심리를 나타내는 몸짓과 표정도 배우게 하였으나 작가의 감정의 자유보다도 이러한 교본에 복종할 것을 강조함으로써, 건전하지 못한 의미에서의 아카데미시즘이 성립되었다. 아카데미에서는 색채보다도 엄정한 소묘를 중시하며, 동세를 억제하고 질서나 권위를 나타내는 피라미드형 구도와 좌우대칭의 역사화·종교화를 그리게 하였으며, 우수한 청년에게는 로마 분실(分室)에 유학시켰다. 이와 같은 교육의 기본형은 금세기에 이르도록 계속되어, 이 시대에도 로랭 드 라이르나 브르동과 같은 자유로운 성격의 화가를 압박하고 또한 후세에도 많은 독창적인 화가와 대립을 이루게 되었다.
데생을 중시하는 이지적(理知的)인 푸생파와 색채를 존중하는 감각적 루벤스파는 문학의 신구논쟁과 병행하여 논쟁을 낳았으나, 르브룅 사후 색채파의 미냐르가 수석 왕실화가가 됨에 따라 결말이 났다. 이로부터 1715년경까지 프랑스 회화는 18세기로의 준비를 갖추게 되었다.

### 18세기
데생 중시의 푸생파를 누른 색채파는 루벤스나 반다이크 등의 공기를 느끼게 하는 풍부하고 섬세한 색채를 쓰며, 또 그 기원을 베네치아파에서 구했다. 이와 같은 색채와 감각으로 지향하는 풍조는 말하자면 국제적인 경향이기도 하였다. 섭정(攝政) 시대의 주목할 화가로는 앙투안 코와페르(1661∼1722)로 그의 정열적인 색채와 활달한 필치는 ⟪데모크리트스⟫에서 잘 나타나 있다. 종교화는 점차 쇠퇴하여, 그 내용이 빈약한 것이 되어가나, 그 중에서 장세니스트인 쥬브네가 뛰어난 작품이다.

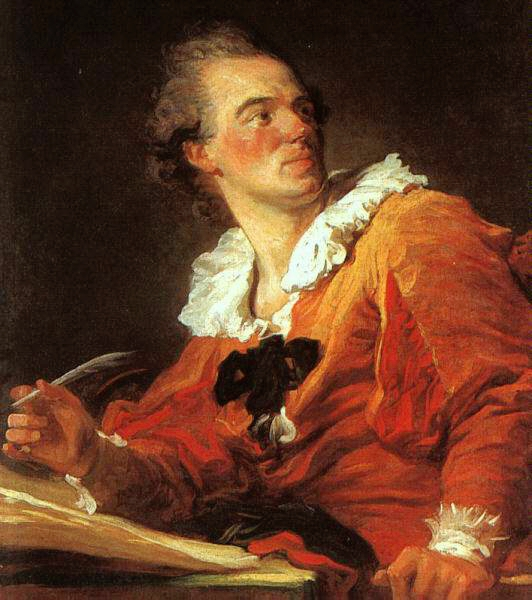
장오노레 프라고나르, 《영감》, 1769년.

바토는 플랑드르에서 갓 편입된 바란센에서 태어나, 젊어서 파리로 나가 이탈리아 희극과 귀족적 환락을 결부시켜 풍요한 색채의 세계를 만들어 냈다. 그것이 페트 갈랑트(fetes galantes：雅宴)라고 불리는 주제인데, 상류사회의 남녀가 숲과 정원에서 향연을 즐기는 장면을 그린 것으로 풍속화라고 볼 수도있으나, 귀족들의 덧없는 몽상(夢想)을 우아하고 요염하게 형상화한 것으로 거기에 덧없는 애수의 정이 서려 있다. 대표작은 ⟪키테라섬으로의 출항⟫며, 만년의 작품 ⟪제르생의 간판(看板)⟫과 ⟪지르⟫에서는 빛의 전동(顫動)에 휩싸인 형체가 주제를 떠난 순수시각의 세계에 일층 접근되고 있다. 루이 15세의 치하 전반에 가장 환영을 받은 것은 이런 유의 회화로서, 파테르·랑크레 등이 이를 계승하였다. 프랑수아 부셰는 요염하고 단아한 로코코의 장식화가로서 가장 철저한 화가였다. 평이한 색채와 경쾌한 화풍이 로코코풍의 실내에 잘 맞는 것이었다. 18세기 후반에는 장오노레 프라고나르가 부셰적인 것을 계승하나, 전원화(田園畵)·신화화(神話畵)·역사화·풍속화·초상 등에서도 그 역량을 보여, 공상력의 분방성(奔放性)과 격한 필치 가운데 섬세함도 아울러 지녔다. 낭만주의의 선행자 중의 한 사람이었다.

### 고전주의

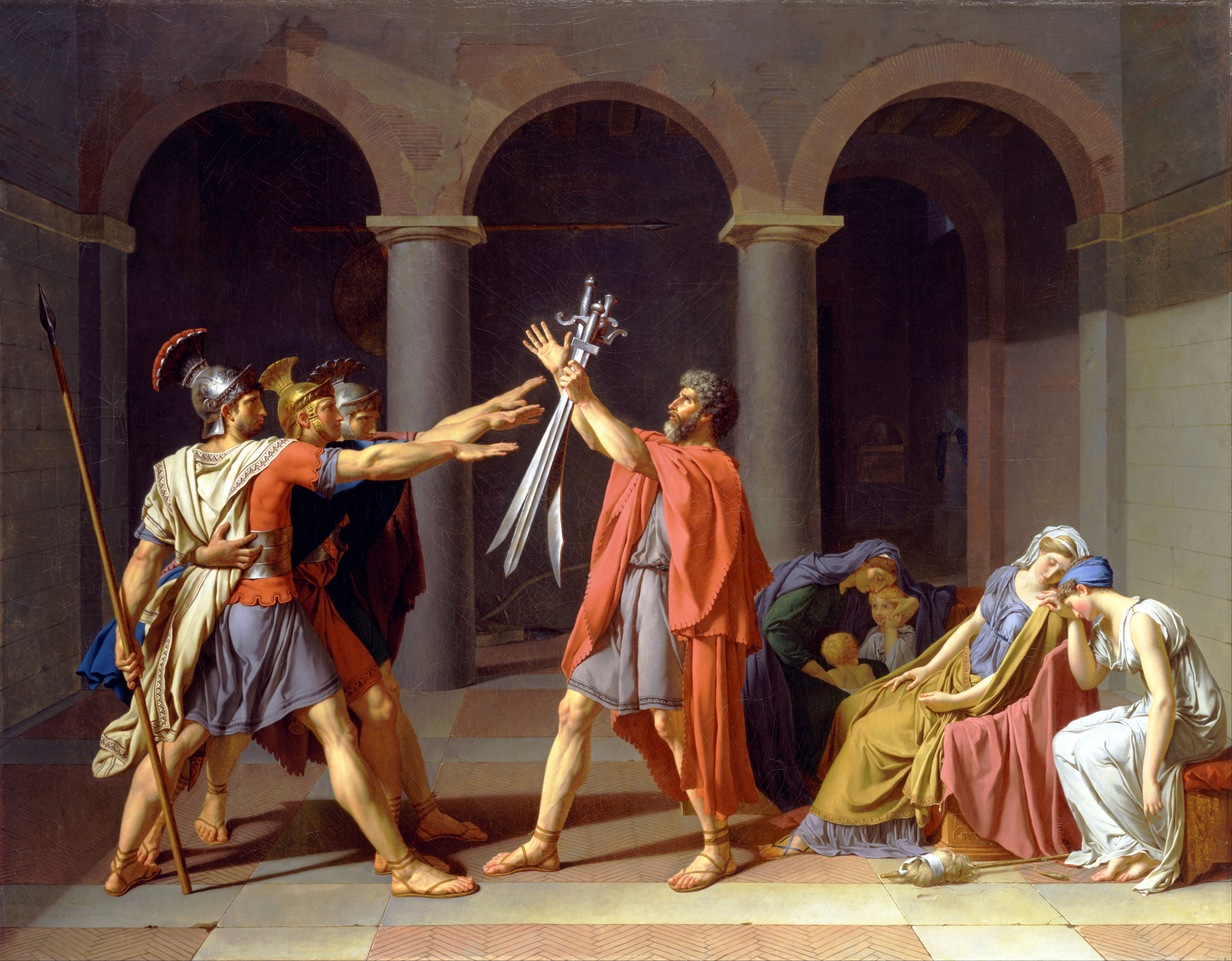
자크루이 다비드, ⟪호라티우스 형제의 맹세⟫, 1786년

미술에서의 고전주의는 문학과는 달리 18세기 말부터 19세기 초에 걸쳐 나타났다. 서구에서는 고대 그리스와 그에 이어지는 로마 시대가 문화의 이상으로서 존경을 모으는데, 그 예찬은 상기한 시대에서 엄격한 주의의 형식을 취하고 있다. 그 고대로의 관심은, 18세기의 중간 무렵부터 폼페이 및 그 밖의 지역에서 많은 고대의 유적들이 발굴되어서 비약적으로 높아지고 있다. 그러나 미술에서 그 주의를 철저하게 추진시킨 것은 다비드로서, 다비드는 18세기 세상을 풍미했던 염미적 회화를 배격하여, 프랑스 혁명 전인 1785년에는 이미 ⟪호라티우스 형제의 맹세⟫를 발표하고 있는데 그것은 국난(國難)에 임하는 고대의 용사를 묘사한, 준엄을 극한 작품이었다.
대혁명이 일어나자 그 시대는 향락에 빠진 왕조를 공격하고, 건국 이상을 고대에서 찾았고 다시 나폴레옹 시대에서는 로마제국을 이상으로 했기 때문에, 미술에서의 고대 숭배도 압도적으로 확장되고 있다. 따라서 소재도 고대에서 취하여 애국·영웅·교훈적인 장면을 그린 작품이 제작되고, 그것들은 국가나 사회가 요망하는 것을 적확하게 표현하는 것으로서 존중되었다. 그러나 그 주의는 당초부터 전대의 일락에의 반동에 입각했으니 만큼 타협 없이 엄격하였고, 고대를 존중한 나머지 그 형식적인 모방에 결부되어, 화면의 인물을 고대 조각과 같은 인상(人像)으로 그리고, 다시 동작도 조각적인 동작으로 그리는 수법에까지 이르고 있다. 그 때문에 정신적인 엄숙감은 있지만 색채는 냉정이 지나쳐 생기가 부족하고, 미술의 자연스러운 움직임인 미와 기쁨에서 멀어져서 그 엄격성은 곧 낭만주의를 유발하였다.

### 신고전주의
나폴레옹의 실각으로 왕조의 부활을 맞게 되자, 거국적인 영웅주의도 냉각되고, 사회는 새로운 시대를 맞이하나 동시에 다비드의 실각으로 그 엄격한 고전주의도 새로운 반성을 하게 된다. 그때 다음의 지도자로서 등장한 사람은 앵그르였다. 앵그르는 다비드의 문하로서 일사분란한 단정(端正)을 존중하는 점에서는 공통되나, 다비드의 냉엄주의에 비교한다면 웅대함은 부족하다고는 하지만 반대로 아름다움을 예찬하는 새로운 방향을 열고 있다. 동시에 시대는 혁명의 동란이나 제정의 흥분을 가라앉히고, 평상적인 질서를 찾는 시대였으며, 그 새로운 방향은 고전을 존중하면서 또 고전이 갖는 아름다움을 극도로 찬미하는 경향을 취했다. 다비드는 먼저 이상을 고대조각의 냉철한 엄격성에서 추구했으나, 앵그르가 이상으로 한 것은 시대를 바꿔서 우아한 것을 추구한 라파엘로였다. 앵그르는 다비드에 못지 않는 철저한 태도로 흠이 없이 곱게 다듬은 아름다움을 요구하고 있다. 그 주장은, 나중에는 각별히 아름다운 사물을 한층 아름답게 나타내는 것이 곧 미술의 사명이라고까지 강조하고 있다. 제작에 있어서 고전처럼 윤곽을 올바르게 그리고 고전처럼 미를 희구하는 정신은, 앵그르를 중심으로 화단을 압도하여 널리 퍼져갔다.

### 낭만주의

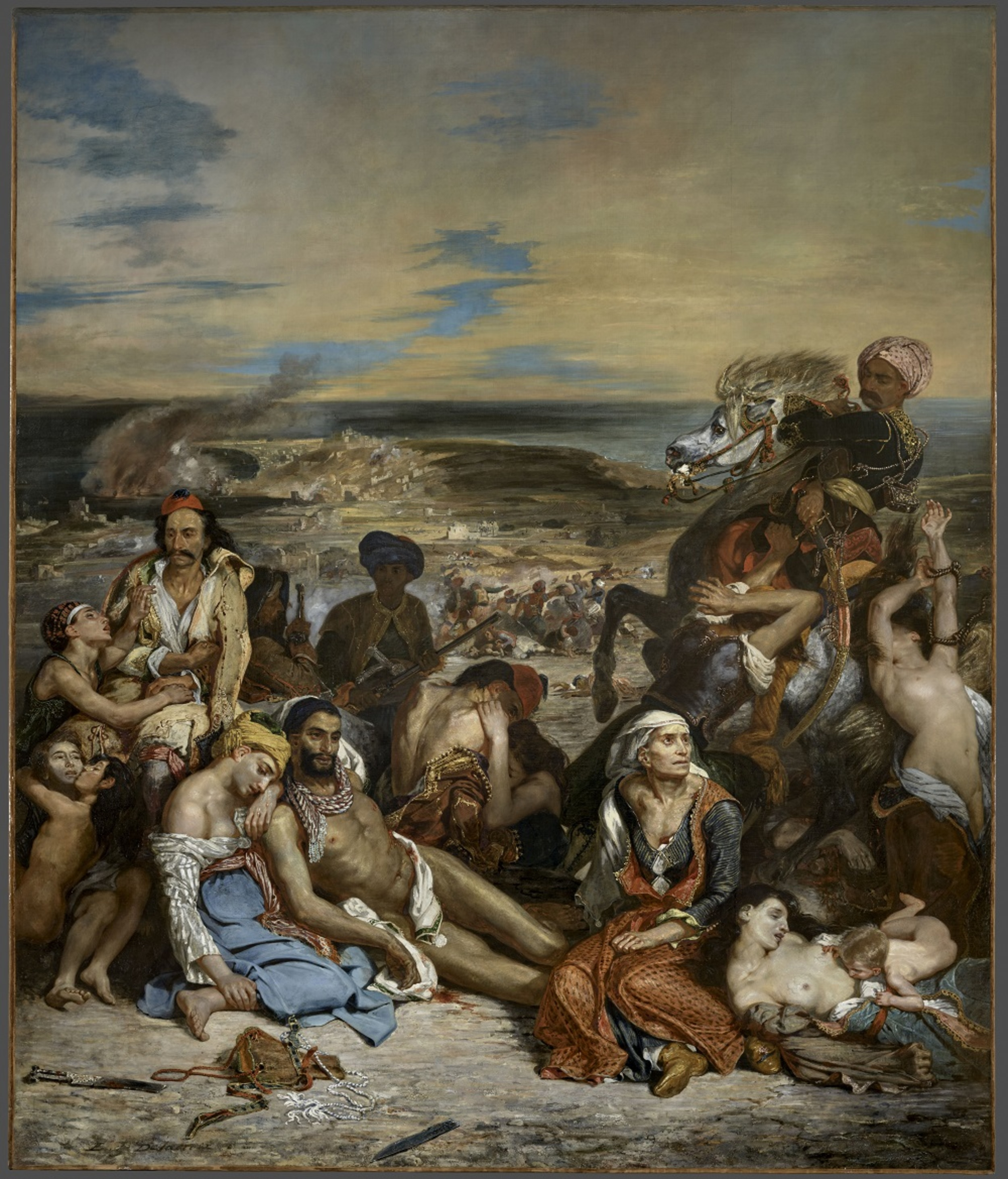
외젠 들라크루아, 《히오스섬의 학살》

혁명시대에 넘쳐 흘렀던 고대의 애국정신이나 제정시대에 보급된 고대의 영웅정신은 차차 사람들을 피곤하게 하여, 1800년에 이르면 그 반동으로서 낭만주의가 탄생한다. 낭만주의는 문학에 선명하게 나타나서, 그 무렵부터 중세의 이야기나 이국정서 등에 비상한 흥미를 모으고 있다. 그것은 지나치게 위압적인 경향에서 놓여나 인간의 자연적 욕구인 자유·정열로 내닫는 것이지만, 미술의 경우는 단지 제재를 문학이나 정서에서 구할 뿐만 아니라, 그것은 혁신적인 사상을 뿌리쳐 감정을 자유롭게 토로하고, 그 내용이나 색채에 훨씬 정열을 의식케 하는 표현을 찾아 나아가고 있다. 고전주의는 고대의 모방을 존중하고 있었으나, 낭만주의는 하나의 전형(典型)을 갖기보다도 개인을 해방하여 개개인의 감수성에서 새로운 창조를 추구하고 있다. 고전주의는 무궤도(無軌道)를 극도로 금지했으나, 낭만주의는 이성에 치우친 냉정함이 본래의 감동이나 정열을 없앨까 싶어 염려하고 있다. 이미 그것은 제1보로서, 프뤼동의 우아하고 고상한 작품도 로맨틱한 꿈을 생각하게 되지만, 그러나 확연한 기운을 보인 것은 그로의 정열적인 제작이었다. 그로는 루벤스의 정열적인 색채에 심취하고 있으나, 한편에서는 스승 다비드의 엄중한 교의(敎義)를 존중하면서도 그 분방한 천성은 유감없이 작품에 나타나서, 특히 전쟁화에는 초연(哨煙)의 냄새와 더불어 사람을 뒤흔들 것 같은 감동이 움직이고 있다. 그로는 그 색채에서도 약동이야말로 작품의 생명임을 증명하고 있는데, 그로에 이어서 제리코가 나오고, 다시 들라크루아가 나타나서 낭만주의는 크게 발전하였다.

### 자연주의
다비드의 고전주의에서 시작하여, 역사나 문학 등의 소재가 많이 그려지는 동안 누구나 느끼는 것은 자연으로의 복귀나 예찬이 확실히 적은 일이었다. 자연은 예술의 스승이며 그 원천인 것이다. 그 자연을 낭만적으로, 꾸며진 재미로 보는 것이 아니고, 그저 솔직하게 관찰하여 자연에서 직접 받는 감명을 그대로 표현하려고 하는 태도는, 19세기 전반에는 풍경화가 미셸(Georges Michel, 1763∼1843)을 낳았는데, 미셸은 코로가 나옴에 이르러 참된 발전을 보이고 있다. 자연을 솔직히, 꾸밈 없이 본다는 의미를 넓게 보면, 서구의 회화는 일찍부터 자연주의 형태를 취하지만, 풍경을 전문적인 소재로 하여 자연의 솔직한 모습에서 자연에 친근하고, 자연의 참됨을 알고 풍경을 오직 미의 대상으로서 삼는 경향은 19세기 풍경화에 가장 명백하게 나타나 있다. 그 풍경화가들은 당시 살롱(전람회)의 인기인으로서 늘 화제를 모으고 있었으나 그 사람들은 화단의 사교인으로서라기보다는 오히려 화단 밖에 있어서 저마다의 관찰과 감동에서 몸과 마음으로 자연 속에 융합되어 있다. 풍경화는 17세기 네덜란드에서 대가를 낳았다고 하지만, 풍경은 일반적으로 어떤 이야기를 전개시키는 배경을 이루는 데에 지나지 않았다. 19세기의 풍경화가들은 자연을 신선한 감명(感銘)에서 보고 새로운 발전으로 이끌었다.

### 인상주의

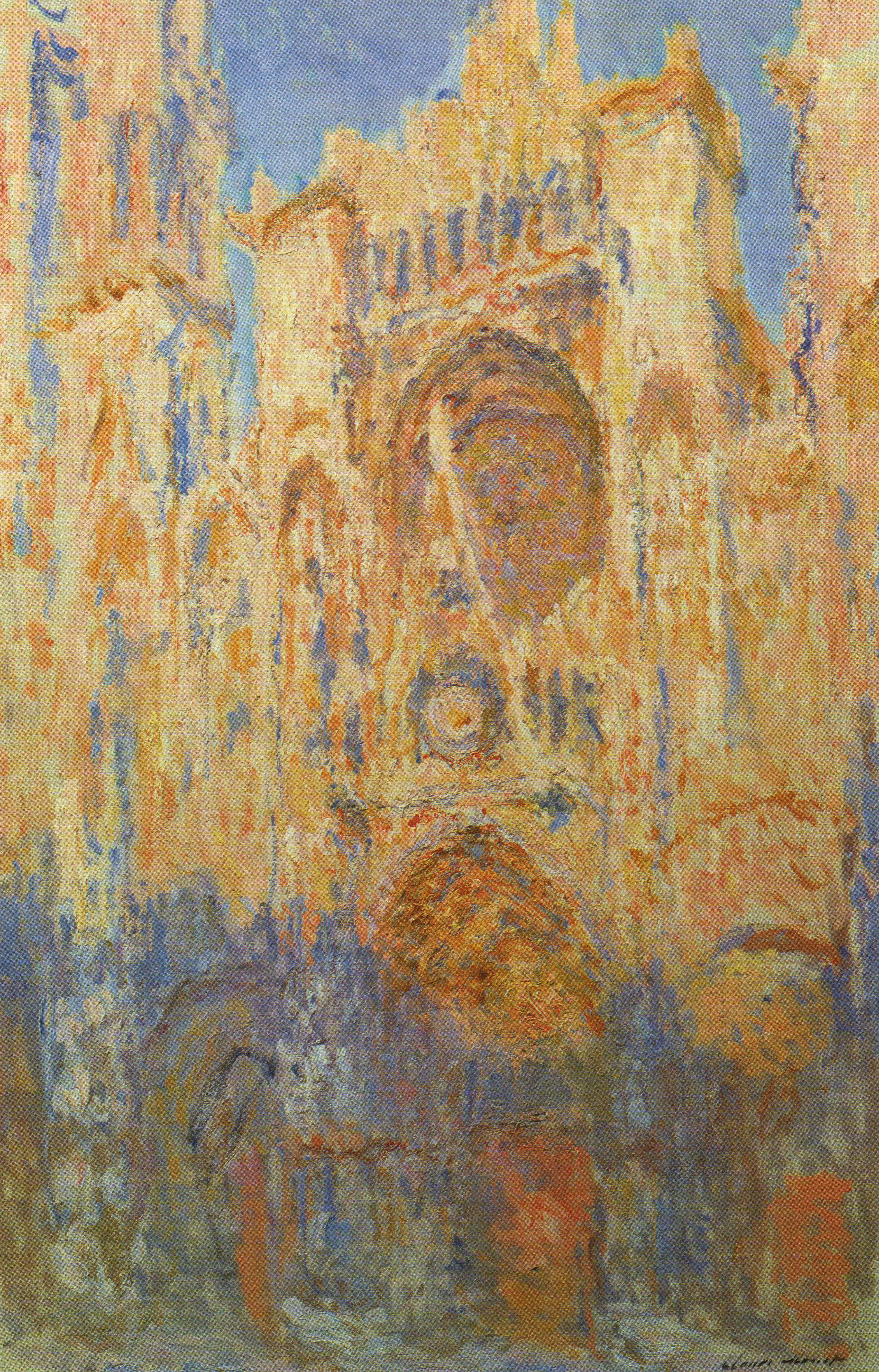
클로드 모네, 《루앙 대성당》

인상파는 1874년 4월에, 파리 카프신가의 전 나다르 사진관을 회장으로 하여 첫 번째 전시회를 열었다. 피사로, 모네, 시슬레, 드가, 세잔, 르누아르, 모리조, 기요맹 등이 모인 화가·조각가·판화가 무명 협회전이라는 것이었는데, 회장에 우연히 모네의 ⟪인상, 해돋이⟫라고 명명한 작품이 있어, 그것을 들어 잡지 ⟪샤리바리⟫의 비평가 르로아가 그저 인상을 그리는 일당(一黨)이라는 데에서, 인상파라고 야유한 연유로 인하여 그 이름이 널리 퍼졌다. 그 인상파는 1886년 제8회전까지 계속되는데, 최초에는 압도적인 매도로 시작하였으나, 이윽고 고갱이나 고흐도 참가했다. 19세기 말기에는, 살롱 화가에도 앵그르 시대의 단정함과 위엄이 결여되고, 틀에 박힌 관념에서 차갑고 깨끗이 그릴 뿐 완전히 막다른 곳에 부딪치고 있었다. 인상파는 그 교착 상태에 활로를 열어 참신성을 주입하고, 회화는 그것을 계기로 하여 급속도로 현대로 향했다.

## 조각

### 프랑스 르네상스
파리가 전쟁으로 황폐하게 되자 지방에 있는 아틀리에가 발전하기 시작하였다. 플랑드르 출신인 클라우스 슬뤼테르(Claus Sluter)는 디종에서 산몰 수도원 교회당에 《성모자》, 《부르고뉴공(公) 필립 대담공과 왕비 등》, 내정(內庭)에 있는 《모세의 샘》 등의 작품을 남겼다. 사실적인 기법 위에 옷 주름의 표현과 극적인 표정, 그리고 개성의 예리한 관찰로써 만든 모뉴멘털하고 표현적으로 독특한 양식을 제시하여 그 비창미(悲愴美)의 조각이 부르고뉴 지방의 묘비 조각을 중심으로 발전하여 그 영향은 한때 유럽으로 퍼졌다. 슬뤼테르의 예술은 고딕 말기의 바로크라고도 할 수 있는 성격을 가지고 있는데, 고딕 양식의 존속은 1530년경까지 토로와의 유파에서도 볼 수 있다. 그러나 프랑스에서는 이미 1430년경부터 슬뤼테르의 영향에서 벗어나서 특히 투르지방에서는 우미하고 온화한 정감을 표현하는 조각이 출현하고 있었다. 이것은 투르에 정주한 이탈리아인 조각가인 쥐스토 일가(一家)의 활약 등 이탈리아의 영향으로 초래된 경향이다. 1527년 이후에 프랑수아 1세의 초청으로 이탈리아의 미술가가 퐁텐블로에서 활약하였는데 로소와 프레마티스는 우아한 이상미의 새로운 카논을 프랑스에 전하였다. 16세기에 파리가 또다시 예술의 중심지가 되자, 일 드 프랑스를 포함하여 파리 지방은 르네상스 양식이 전개되는 무대가 되어, 장 구종(Jean Goujon, 1515?∼1568)과 제르맹 필롱(Germain Pilon, 1535？∼1590)이 궁정 조각가로 활약하였다.

### 17세기 후반
16세기의 제르맹 피용과 장 구종의 마니에리슴, 즉 고전주의적 경향이 강한 조각의 전통을 반영하여, 마침내 17세기 후반에 프랑수아 지라르동(1628∼1715)이 베르사유의 정원에 있어서 르브룅의 감독하에서 전아(典雅)한 작풍이 표현·전개한다. 여기에는 고대 로마라고 하기보다 고대 그리스로 회귀하려는 의도가 이미 나타나 있었다고도 보인다. 앙투안 코와즈보(1640∼1720)는 베르니니의 영향을 받아 한층 동적인 작풍을 보였으나, 고전주의의 테두리를 뛰어 넘는 것은 아니었다. 그것에 대해 남프랑스와 제노바에서 활약하였던 피에르 폴 퓌제(1622∼1694)는 이탈리아의 영향을 받아서 《크로토나의 밀로》에서는 바로크적인 격렬한 감정의 표현을 나타내고 있다.

### 18세기
프랑스의 18세기의 조각은 전시대(前時代)부터 바로크적 경향이 강하였다. 전반(前半)의 쿠스투나 르모완 등이 그러하였고, 후반에는 장 밥티스트 피가르가 바로크의 동적 면과 고전주의의 정적 면을 결부시켜 《아르크르 백작의 묘비(墓碑)》를 만들었다. 러시아에 갔던 파르코네는 소조각(小彫刻)에 능하고, 장 앙투안 우동은 세련된 자세로 퐁텐블로파(派)를 상기시키나 사실적인 초상화에도 뛰어난 작품을 남겼다.

## 공예
17세기에 프랑스는 공예면에서 가장 주목할 만한 활동을 보였다. 그것은 역대의 재상과 왕에 의해 적극적으로 보호·육성되어서 1667년의 왕립 고블랭직 공장의 개설은 그 좋은 한 예이다. 앙드레 브르의 가구는 호화로운 장식에 의해서 유명한데 왕의 비호를 받아 제작된 것이었다. 18세기에는 공예품의 공장 생산이 점점 발전되어 철직(綴織)·금속세공·도기 등의 발달을 보았다. 그러나 목공 가구는 수다한 종류가 만들어져 로코코의 실내를 장식해 주었다. 샤를 크레센, 고드로, 오반, 리즈네르, 자코브 등은 왕실을 위해 수공이 많이 든 가구를 제작하고, 이는 또한 각국에서 모방하는 바가 되었다.

## 건축

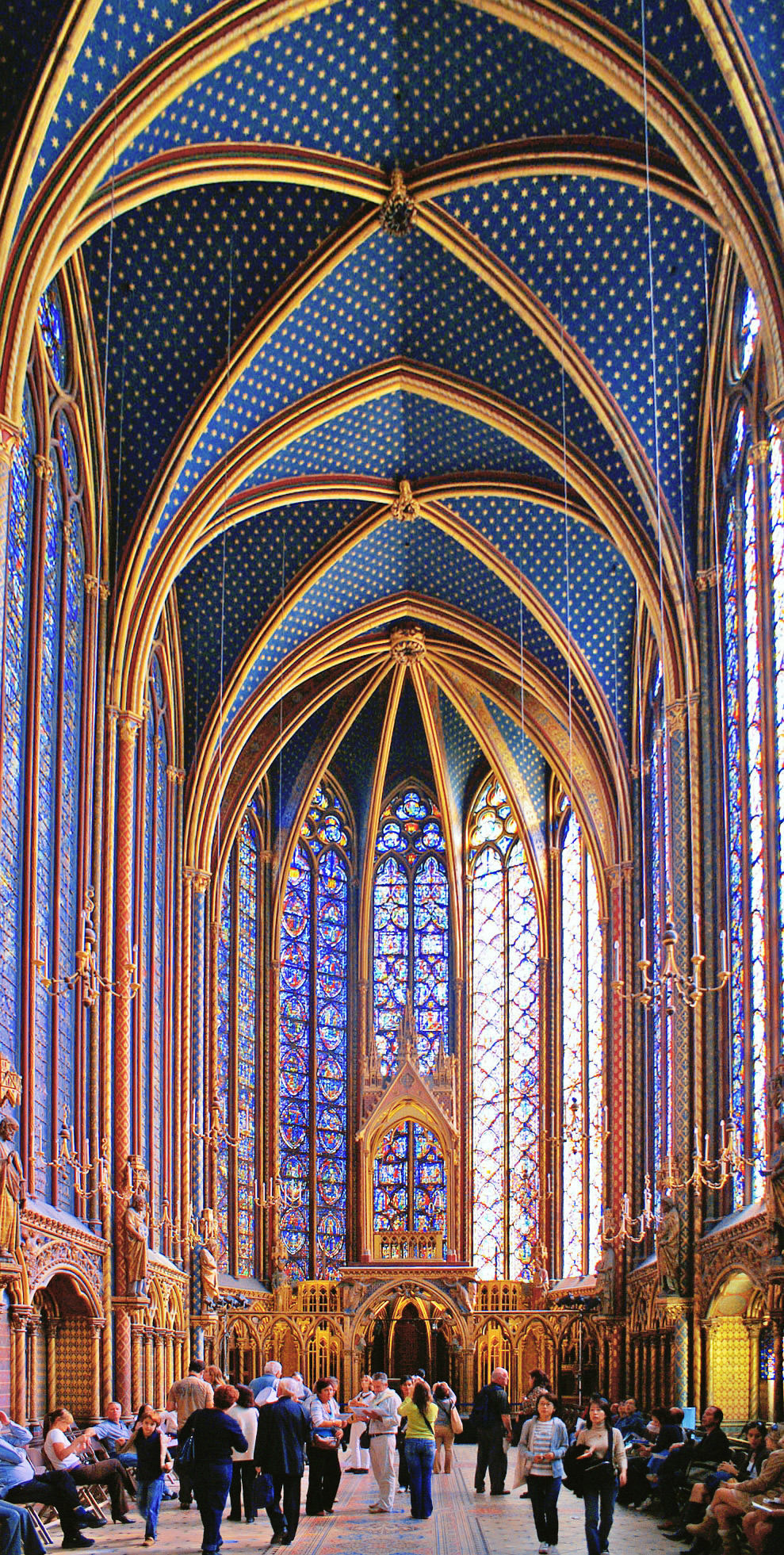
생루이의 생트샤펠 성당. 프랑스 종교건축의 걸작으로 꼽힌다.

중세 시기 프랑스에서는 각지의 봉건 귀족들이 권력 과시를 위하여 요새화된 성채를 지었는데, 프랑스어로 '샤토' (Château)라 하는 이들 고성 중에서 현전하는 대표 작품으로 시농성, 앙제르성, 뱅센성, 카타르성 등이 있다. 이 당시 프랑스는 서유럽에서 주류를 이루던 로마네스크 건축을 따랐으며, 대표적인 건물로는 유럽 최대의 로마네스크 교회인 툴루즈의 생세르냉 대성당, 클뤼니 수도원 유적 등을 꼽을 수 있다.
로마네스크 건축의 뒤를 이은 고딕 양식은 본래 '프랑스식' (Opus Francigenum)이라 불리던 양식으로서, 일드프랑스 지방에서 처음 유래하여 전 유럽에 퍼져나간 최초의 프랑스 고유의 건축양식이 되었다. 이 때문에 프랑스 북부에는 초창기 고딕 양식을 보여주는 대성당이 다수 자리잡고 있는데, 고딕 양식의 시작점이 된 생드니 대성당은 물론 샤르트르 대성당, 아미엥 대성당도 중요한 대표작이며, 프랑스 국왕의 즉위식이 열리던 렝 대성당도 빠질 수 없는 프랑스 고딕양식의 예시이다. 교회 뿐만 아니라 종교 관련 시설에도 고딕 양식이 적용되었는데 그 대표적인 예시로는 아비뇽의 교황궁이 있다.
15세기 백년전쟁이 프랑스의 승리로 마무리되면서 프랑스 건축의 발전사도 중대한 변곡점을 맞이하였다. 이탈리아의 르네상스 예술가들이 프랑스 궁정으로 초청되어 프랑스 르네상스가 시작되고, 루아르 계곡에는 왕궁이 여럿 지어지게 되었는데, 1450년 몽소로성을 시작으로 샹보르성, 셰농소성, 앙부아즈성이 그 예시다.
르네상스의 뒤를 이어 중세가 끝날 무렵에는 바로크 건축이 기존의 고딕 건축을 대체하였다. 하지만 프랑스의 바로크 건축은 종교 건축보다는 세속 건축에서 더 큰 힘을 발휘하였다. 이 시기 바로크 건축의 특성을 잘 보여주는 대표작으로 베르사유궁이 있다. 베르사유궁의 확장 공사의 설계를 맡은 쥘 아르두앵 망사르는 바로크 시기를 대표하는 프랑스 건축가로 떠올랐으며, 앵발리드의 돔 설계에도 참여하였다.

## 같이 보기
- 앤서니 블런트
- 파리 보자르
- 프랑스 국립 미술 협회
- 프랑스 예술가 협회

## 참고 문헌
- 이 문서에는 다음커뮤니케이션(현 카카오)에서 GFDL 또는 CC-SA 라이선스로 배포한 글로벌 세계대백과사전의 내용을 기초로 작성된 글이 포함되어 있습니다.